# Église Saint-Pierre-et-Saint-Paul d'Ardiège
L'église Saint-Pierre-et-Saint-Paul d'Ardiège  est une église catholique située à Ardiège, dans le département français de la Haute-Garonne en France.

## Présentation

### L'ancienne église
Lorsque l'ancienne église fut rasée, ont été découverts de nombreux autels votifs, des fragments de sculptures et de statues, des dalles en marbre, des chapiteaux de tailles et de formes diverses, des colonnes et un grand nombre d'inscription dédié au dieu Leheren.

### Nouvelle église
La nouvelle église fut reconstruite à la place de l'ancienne église à partir de 1856, elle a été consacrée en mai 1866 par Mgr Florian Desprez, archevêque de Toulouse.

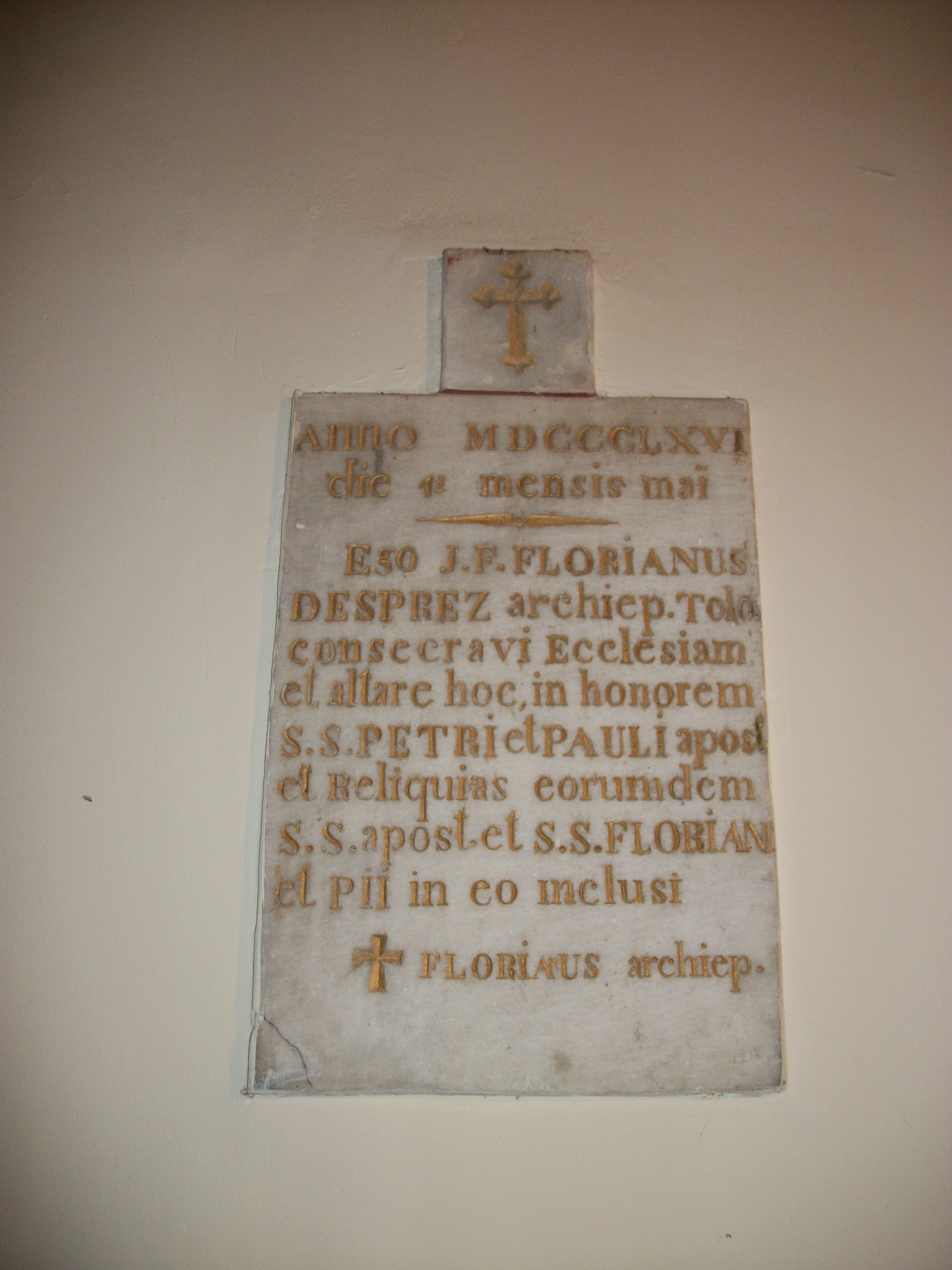
Informations en latin sur la date de la consécration de l'église par Mgr Florian Desprez, archevêque de Toulouse.

Dans l'église est placée une plaque en marbre sur laquelle sont inscrites en latin les informations sur la consécration de l'église.
En latin : " Anno MDCCCLXVI - die 1 mensis mai -- Ego J.F Florianus Desprez archiep. Tolo. - consecravi Ecclesiam  et altare hoc, in honorem S.S. PETRI ET PAULI apost et Reliquias eorumdem S.S. apost. et S.S. Florian et PII in eo inclusi. Florianus archiep. "
Signifiant en français : « En l'an 1866 - le 1er mai -- Moi J.F Florian Desprez archevêque de Toulouse - dédie notre église et cet autel en l'honneur de saint Pierre et saint Paul et ....  ..... ..... ..... Florian archevêque ».

## Description

### Ensemble statue et tronc d'offrandes de sainteThérèse de Lisieux
Sur le tronc d'offrandes est écrit une célèbre phrase dites de sainte Thérèse de Lisieux : " Je veux passer mon ciel à faire du bien sur la terre ".
Sur le socle est écrit une prière : " O Dieu qui avez embrasé d'amour l'âme de votre servante, accordez nous de vous aimer aussi ".

### Chapelle de laVierge Marie
L'autel et le tabernacle sont en plâtre et peint.
Sur le tabernacle à ailes sont représentés deux scènes :
- À gauche : l'Annonciation ;
- À droite : la Visitation de la Vierge Marie.

### Chapelle Sainte-Germaine
L'autel et le tabernacle sont en plâtre et peint.
Sur le tabernacle à ailes sont représentés deux scènes :
- À gauche : sainte Germaine avec sa quenouille dans les mains garde le troupeau de mouton dans la nature près d'une croix.
- À droite : le miracle des roses. Un jour, sa marâtre l'accusa de voler du pain. Elle la poursuivit afin de la frapper et de la confondre, malgré l'insistance de voisins qui voulaient la retenir. Quand celle-ci rattrapa Germaine et lui fit ouvrir son tablier, à la place du pain qu'elle pensait y trouver s'étalait une brassée de roses[2].

### Lechœur
Cinq vitraux sont placés dans l’abside.
Le nouveau maître autel
Le nouveau est en bois, il est recouvert d'un voile.
Il a été mis en place après le concile Vatican II, ainsi le prêtre célèbre la messe face aux fidèles.

### L'ensemble ancienmaître autelet le tabernacle
Il était utilisé avant le concile Vatican II, lorsque le prêtre célébrait la messe dos aux fidèles.
Le maître autel et le tabernacle sont en plâtre et peint.
Sur la façade du maître-autel sont représentés en semi-relief six des douze apôtres.

### Letabernacle
Sur le tabernacle à ailes sont représentés les Quatre Évangélistes, saint Pierre et saint Paul. Au centre, sur la porte du réceptacle est représenté l'Agneau de Dieu, au-dessus est représenté le Christ pantocrator.

## Galerie

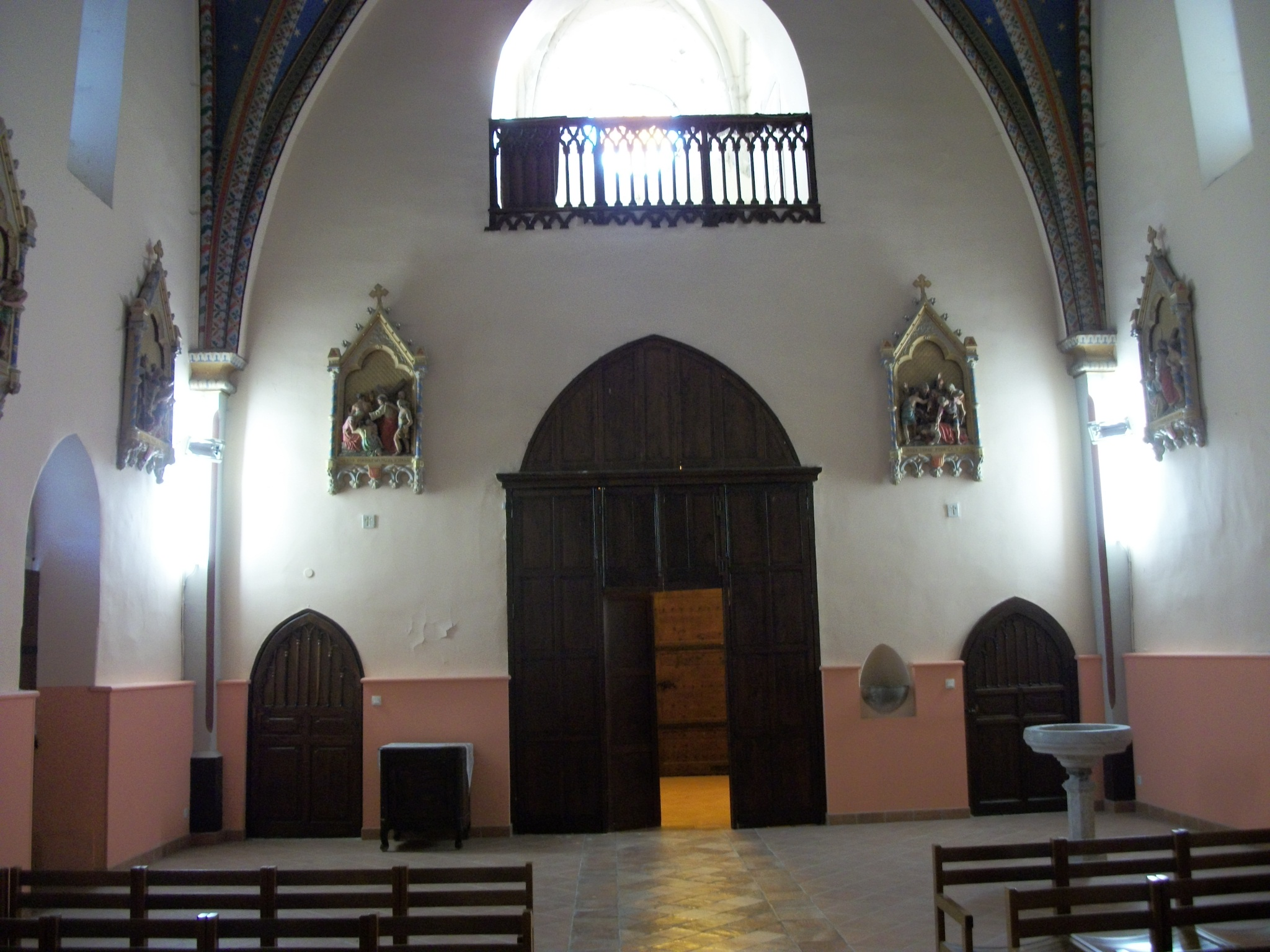
Partie arrière de la nef.
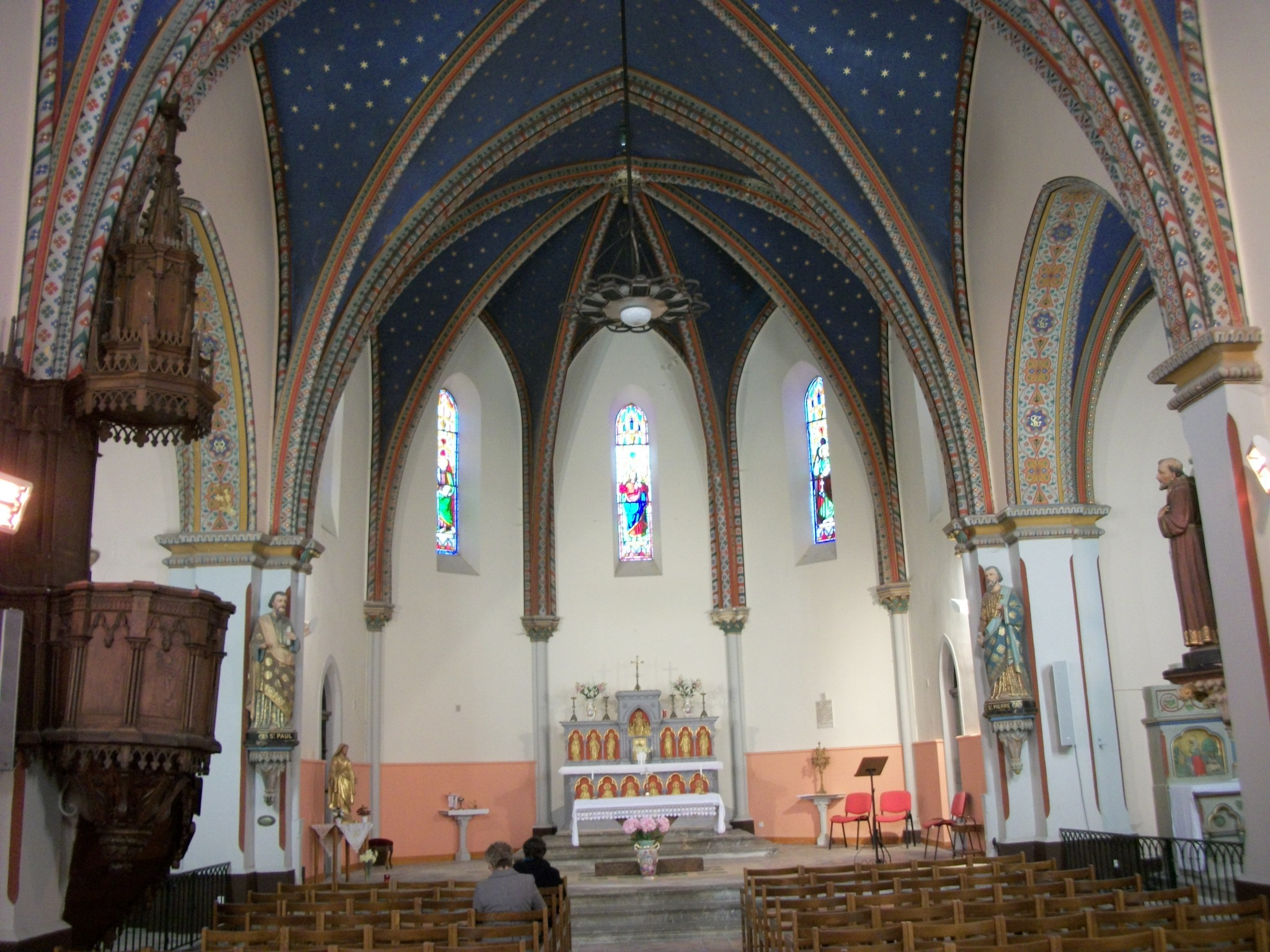
La nef.
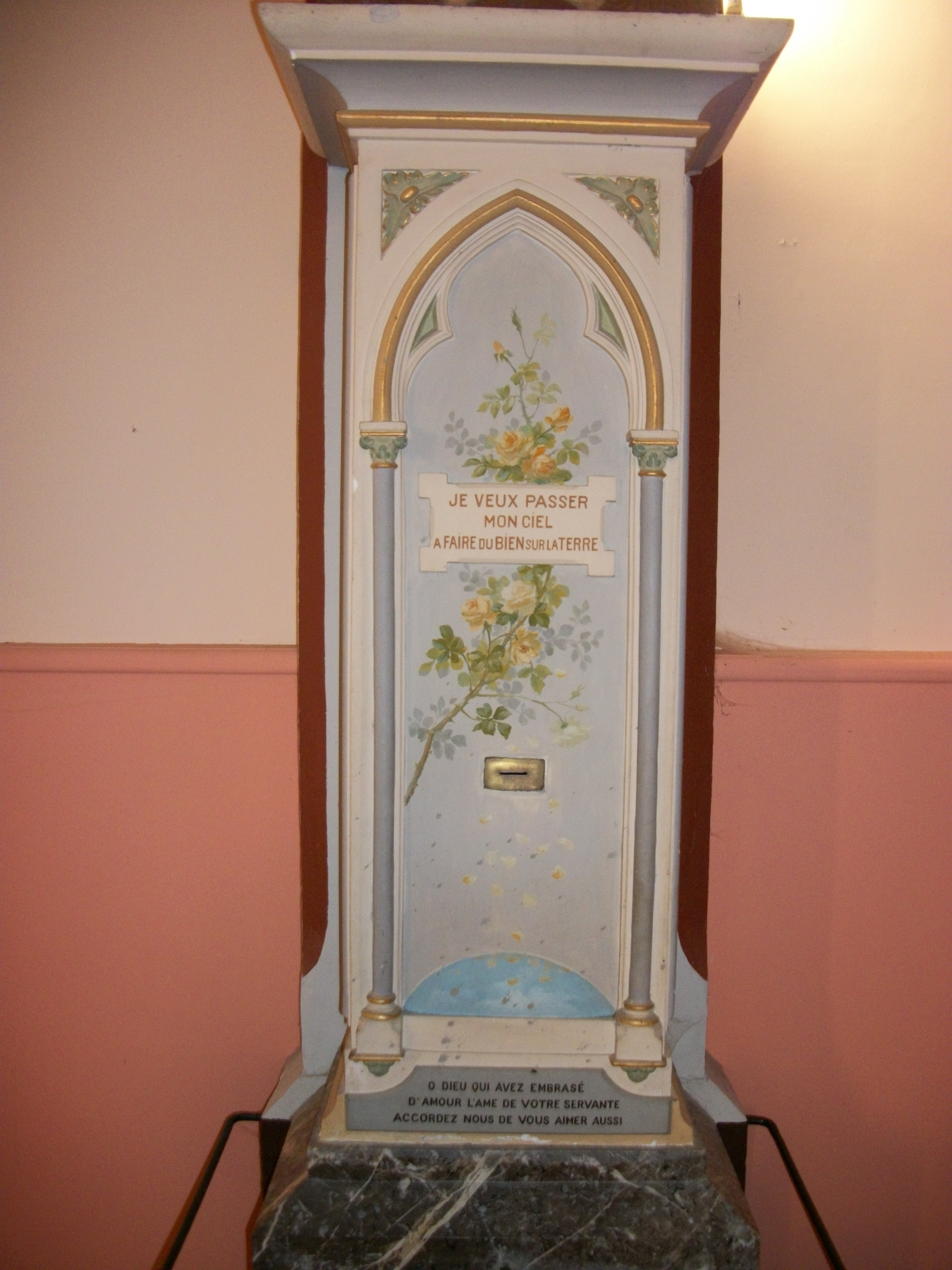
Tronc d'offrandes.
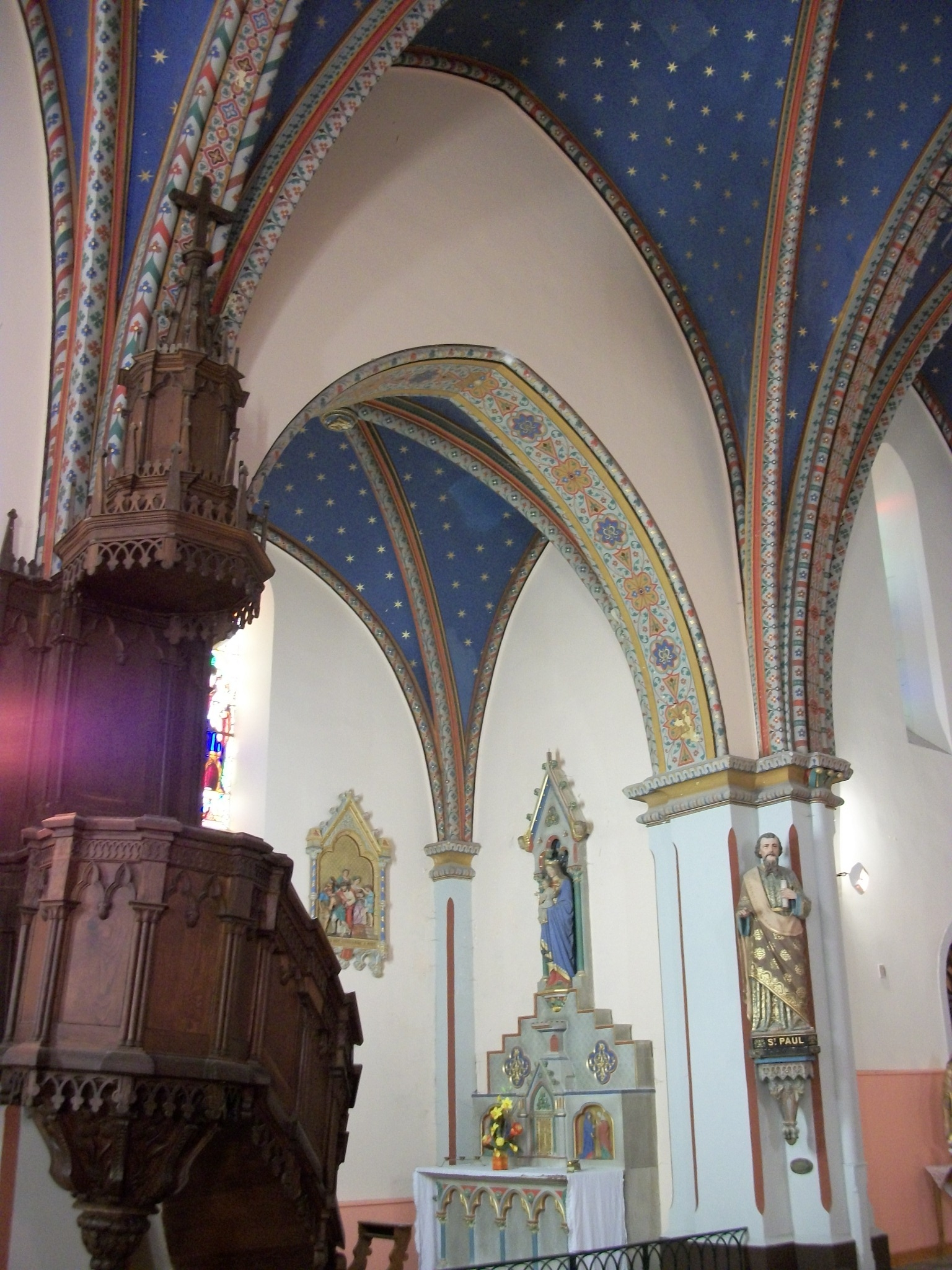
Chapelle de la Vierge Marie.
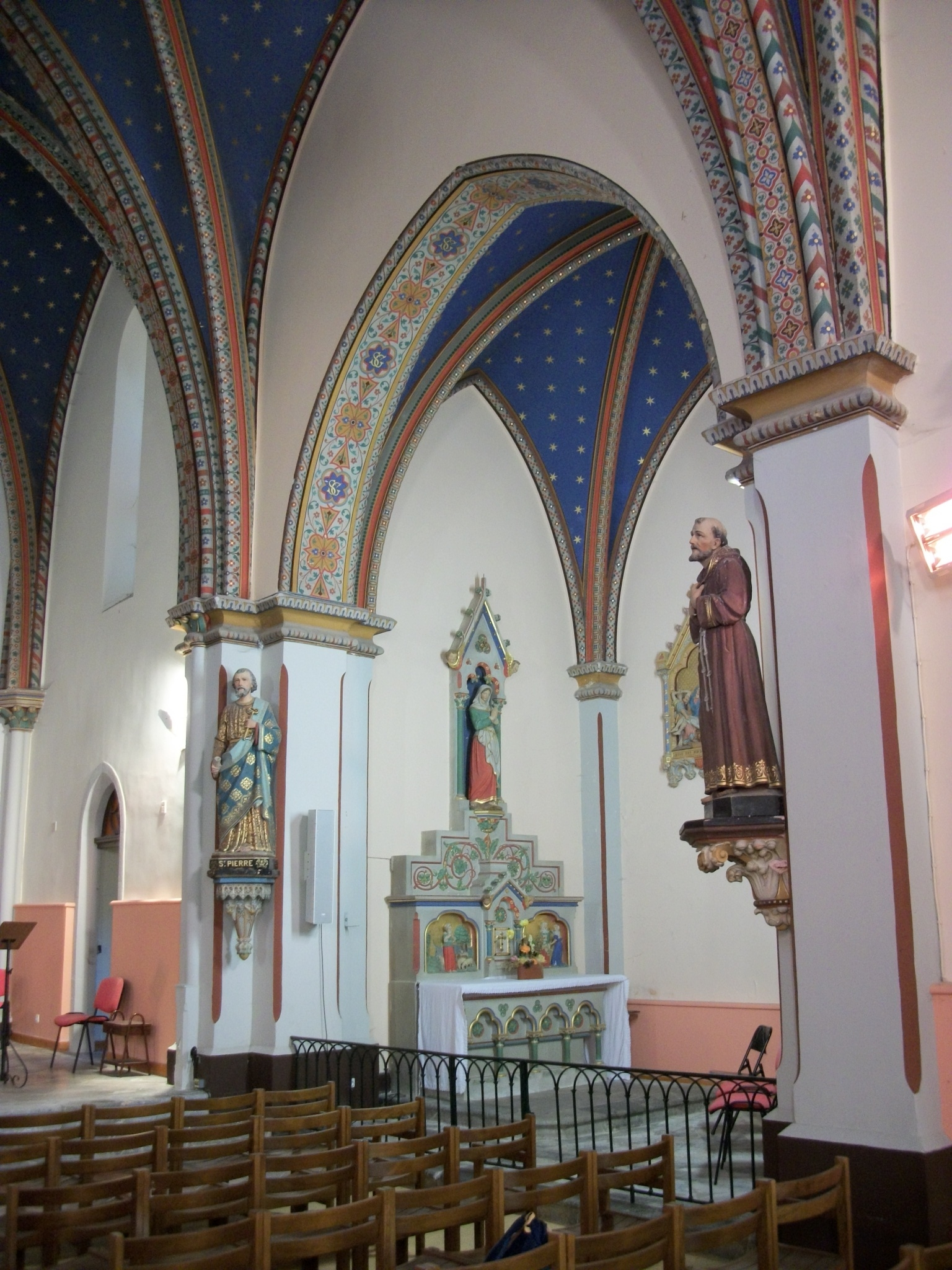
Chapelle Sainte-Germaine.
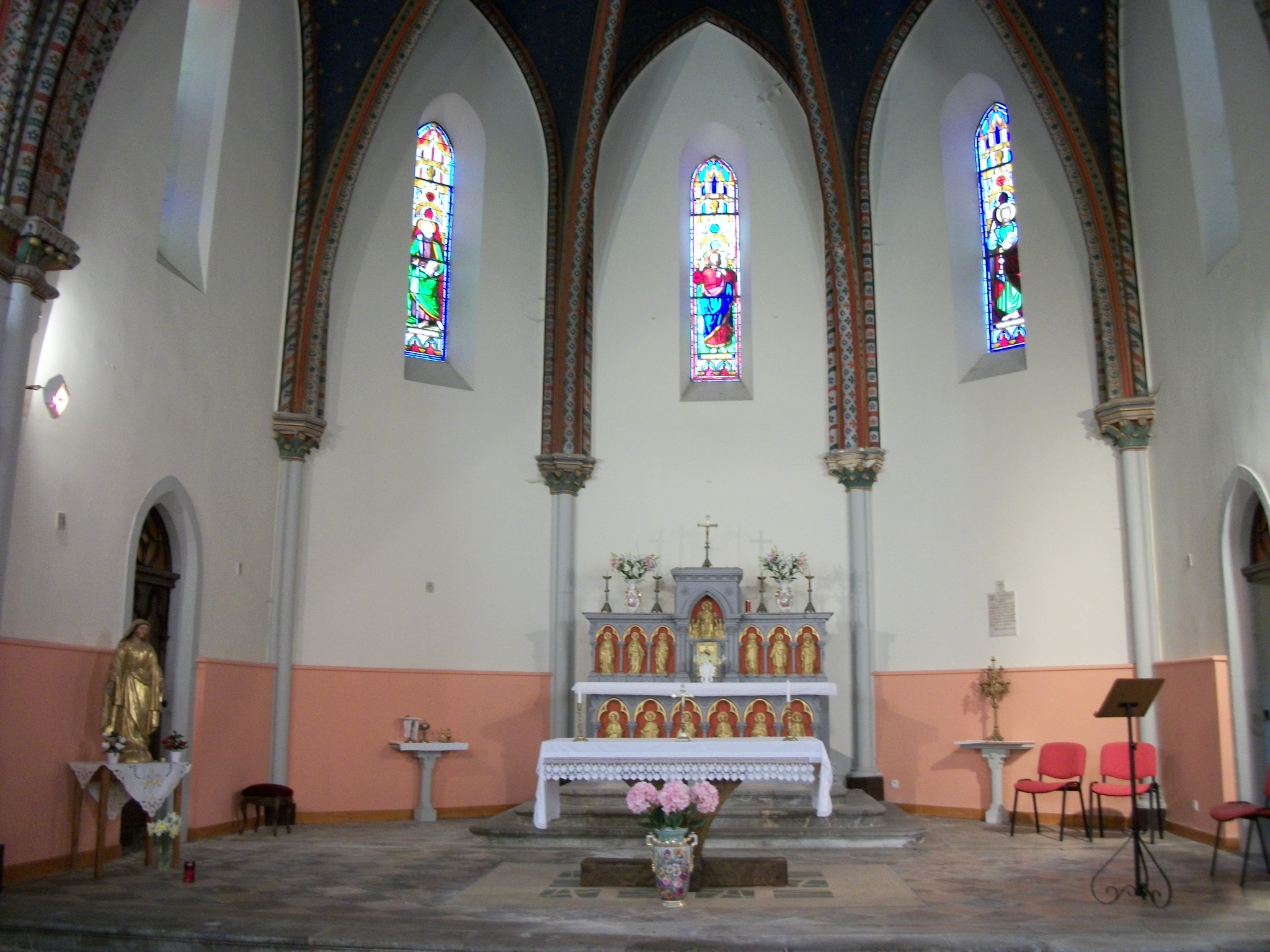
Le chœur.
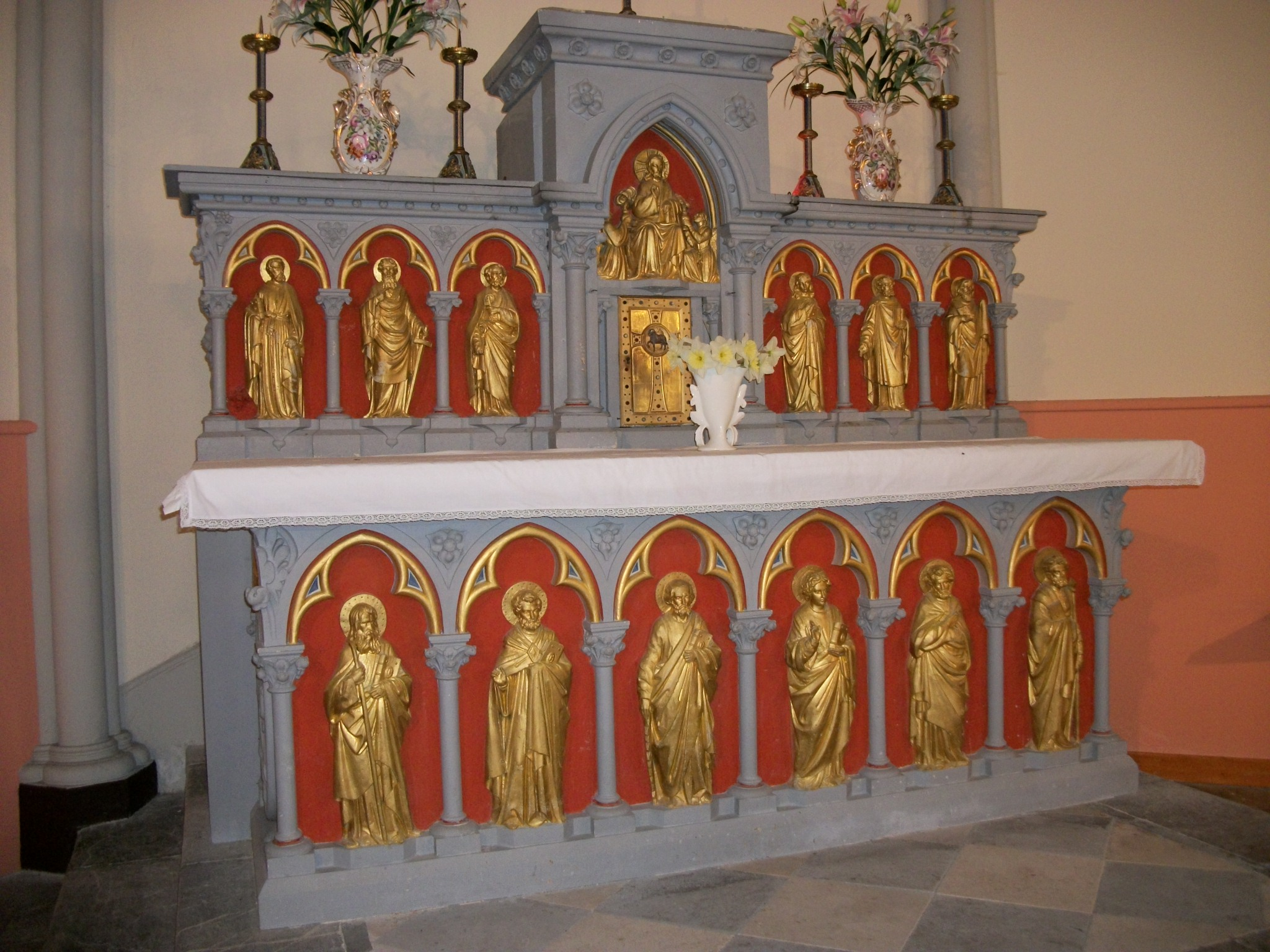
Le maître autel et le tabernacle.
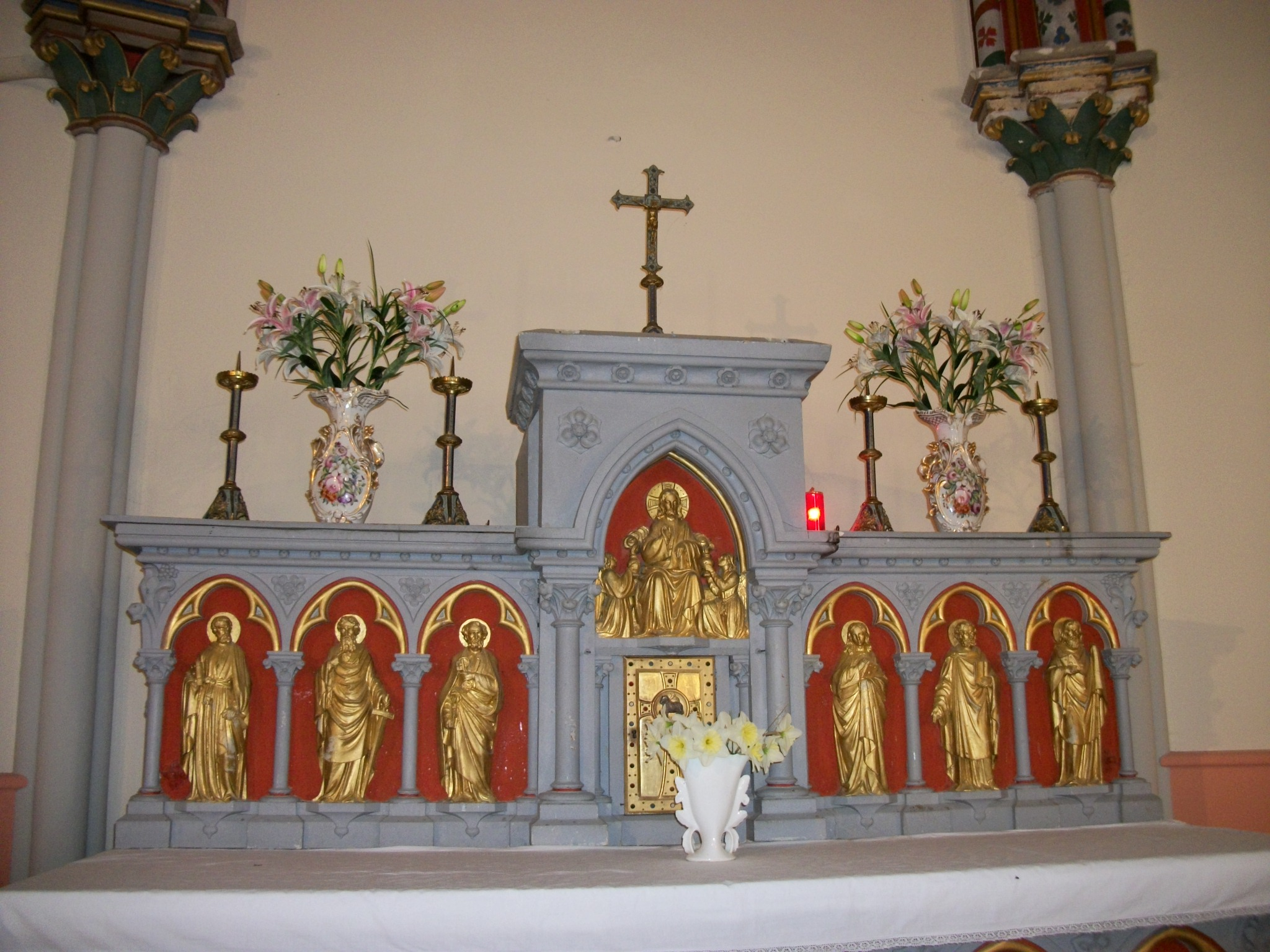
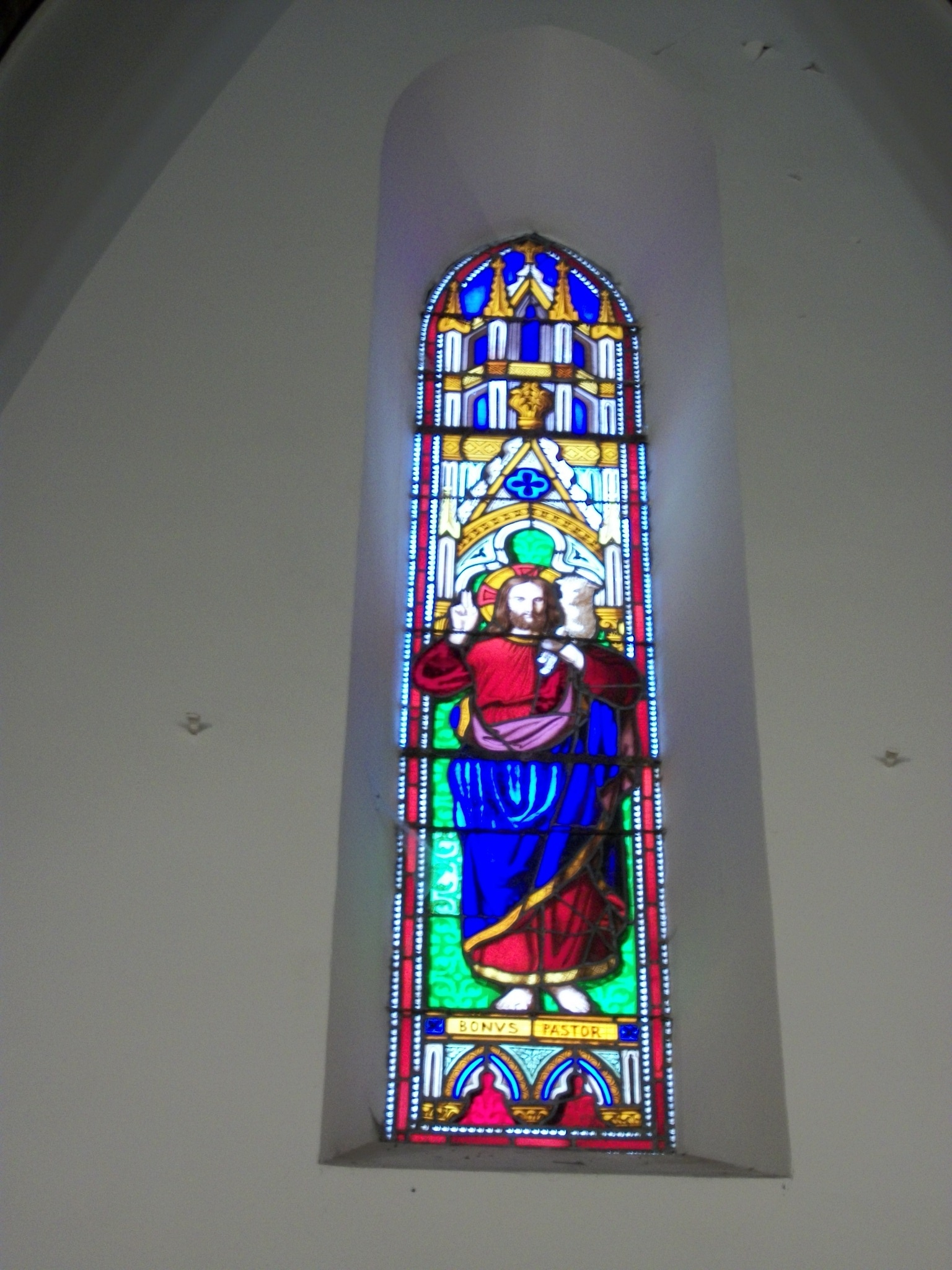
Le Bon Pasteur.